# Urspåring
En urspåring eller urspårning är en omtolkning av ett ortnamn, som ger ortnamnet en ny form, och döljer ortnamnets ursprung och egentliga betydelse.
Vanligen blir urspåringen den officiella namnformen. Ett svenskt exempel är Vedyxa i Uppland, som kommer av det i medeltida urkunder belagda Vidhusa, en sammansättning av det fornsvenska vidher ”skog” och hus.
Synnerligen vanligt är att efterledet i ett tvåledat namn omtolkas; stadsnamnet Malmhög har blivit Malmö. Ett genitiv‐s, som tillhör första namnledet, kan omtolkas som början av efterledet ‑sjö; så har skett i exempelvis Femsjö och Hemmesjö.

## Rekonstruktion av ursprungligt namn
Ursprungliga namnformer kan rekonstrueras med hjälp av gamla (medeltida) skrivsätt, och uppteckningar av lokala uttal. Muntliga lokala namnformer kan vara mycket nedslipade och förändrade, men har – till skillnad från urspåringar – utvecklats organiskt ur det ursprungliga namnet.
Den ursprungliga namnformen kan kvarleva i traktens folkmål, men de traditionella formerna har oftast fått ge vika under 1900‐talet, när uttalet av svenska ord alltmer närmades till skriftbilden. De gamla uttalen finns ofta bevarade i de folkmålsuppteckningar, som gjordes på 1800‐talet och 1900‐talet, och stundom i uttalet hos en minoritet bland de äldre. Några namn har dock omtolkats så tidigt, att alla uppteckningar har den urspårade formen. I sådana fall måste rekonstruktionen av namnet grundas på gamla skrivna dokument och ortnamnsvetenskapliga rimlighetsbedömningar.

## Orsaker
Tre, ofta samverkande, orsaker leder till ortnamnsurspåring:
1. Nedslipning. Sockennamnet *Hemeshögh nedslipades till *Hemmese och tolkades som Hemmesjö. Stavelsen ‑se kunde tolkas som ‑sjö, ty i ortnamn saknar namnledet sjö ofta sj‑ljud och brytning[6]. Att Västra Aros (Västra åmynningen) blev Västerås beror på att ortnamnet slipades ner och omformades från 1200-talet till 1600-talet.[7]
2. Folketymologi.  Folketymologier är ibland sakligt omotiverade, och kan ge ett naivt intryck, som ovannämnda Vedyxa. Från j vidhususm 1358 över i vedyssä 1554 till Wedyxa 1581 har namnet förändrats från det ursprungliga fornsvenska vidher ”skog” och hus till ved och yxa, som inte stämmer med den äldsta betydelsen.[8]
3. Missriktad korrigeringsiver. Insikt om att ortnamnssnedslipning sker tycks har funnits i äldre tider. Skrivare har försökt vara konservativa, vilket stundom lett till felaktiga tolkningar.  Det osammansatta sockennamnet Skire (av skir, ”klar, glänsande”) antogs vara ett feluttal, och hyperkorrigerades till Skirö.[9] Det mellersta av det egentliga Blekinges tre härader kallades just Mellersta härad (Mæthlæstheret omkring år 1300), men namnet hyperkorrigerades till Medelstads härad,[10] eftersom man trodde, att en ändelse ‑stadh nedslipats till ‑sta.

Även om inte ett ortnamns lokala, meningsgivande uttal slipas ner kan en hyperkorrigerad, officiell form ta överhanden. Orten Torhamn har kallats Torrum in i sen tid, vilket kommer av att byns jordmån var torr: torr‑rum (rum = ”öppen plats”). Ortnamnet Torrum var alltså oförvanskat. Men hyperkorrektionen Torhamn, som finns belagd sedan 1746 och blev officiell 1825 (enligt annan uppgift 1898) har ändå segrat: den upptecknades på 1900‐talet som de yngre generationernas uttal, och Torrum beskrevs 1932 som ett ”vardagligt” alternativ av en skolad ortnamnsupptecknare.

## Exempel på urspåringar i Sverige[15]
| Urspåring | Etymologiskt namn | Medeltida belägg | Äldre lokalt uttal             | Etymologi                                            |
| --------- | ----------------- | ---------------- | ------------------------------ | ---------------------------------------------------- |
| Femsjö    | Femsryd           | (i) femsryth     | Fémse, Fémset (accent 1)       | Röjning vid sjön Femmen                              |
| Hemmesjö  | Hemmeshög         | (i) hemesøg      | (inget äldre uttal upptecknat) | Hemes hög (utdött mansnamn *Heme, fornsvenska *Hemir |
| Malmö     | Malmhög           | (i) malmøghe     | Malme                          | Malm (grus, sand) och hög                            |
| Åhus      | Åos               | Aos              | (inget äldre uttal upptecknat) | Å och os, utdött ord för flodmynning                 |

Namnet Malmö ser ut som en naturlig nedslipning av det medeltida Malmhögh. Urspåringen uppkommer, om man anknyter till ordet ”ö”, och uttalar namnet som ”Malm‑ö” med tydligt ö‑ljud istället för det traditionella uttalet Malme.